# Clodagh Rodgers
Clodagh Rodgers (Warrenpoint, 5 marzo 1947 – Cobham, 18 aprile 2025) è stata una cantante britannica.

## Biografia
Partecipò all'Eurovision Song Contest 1971 con il brano Jack in the Box, in rappresentanza del Regno Unito, classificandosi al quarto posto.

## Discografia
- 1969 – Clodagh Rodgers
- 1969 – Midnight Clodagh
- 1971 – Rodgers and Heart
- 1971 – Clodagh Rodgers  (Compilation)
- 1972 – It's Different Now
- 1973 – You Are My Music
- 1973 – Come Back and Shake Me (Compilation)
- 1977 – Save Me
- 1996 – You Are My Music – The Best of Clodagh Rodgers (Compilation)
- 1997 – The Masters (Compilation)
- 2012 – Come Back & Shake Me: The Kenny Young Years 1969–71 (Compilation)